# Таш-Кичу (Ютазинский район)
 Таш-Кичу  — деревня в Ютазинском районе Татарстана. Входит в состав Ташкичуйского сельского поселения.

## География
Находится в юго-восточной части Татарстана на расстоянии приблизительно 6 км на северо-запад по прямой от районного центра поселка Уруссу у речки Атамбей.

## История
Основана в 1924 году.

## Население
Постоянных жителей было: в 1926—297, в 1938—370, в 1949—407, в 1958—326, в 1970—290, в 1979—234, в 1989—160, в 2002 году 172 (татары 99 %), в 2010 году 157.